# Katarzyna Skowrońska
Katarzyna Skowrońska est une ancienne joueuse polonaise de volley-ball née le 30 juin 1983 à Varsovie. Elle mesure 1,89 m et jouait au poste d'attaquante. Elle a totalisé 288 sélections en équipe de Pologne. Elle a mis un terme à sa carrière de volleyeuse professionnelle en 2019.

## Clubs
| Club                     | De        | À         |
| ------------------------ | --------- | --------- |
| Skra Varsovie            | 1995-1996 | 1997-1998 |
| SMS PZPS Sosnowiec       | 1998-1999 | 2000-2001 |
| AZS AWF Danter Poznań    | 2001-2002 | 2002-2003 |
| PTPS Piła                | 2003-2004 | 2004-2005 |
| Volley Vicenza           | 2005-2006 | 2005-2006 |
| Asystel Novara           | 2006-2007 | 2007-2008 |
| Robursport Volley Pesaro | 2008-2009 | 2009-2010 |
| Fenerbahçe İstanbul      | 2010-2011 | 2010-2011 |
| Guangdong Evergrande     | 2011-2012 | 2012-2013 |
| Rabita Bakou             | 2013-2014 | 2014-2015 |
| Impel Wrocław            | 2015-2016 | 2015-2016 |
| Volley Bergamo           | 2016-2017 | 2016-2017 |
| GR Barueri               | 2017-2018 | 2018-2019 |

## Palmarès

### Équipe nationale
- Championnat d'Europe (2)
  - Vainqueur : 2003, 2005.
- Jeux européen
  - Finaliste : 2015.
- Championnat d'Europe des moins de 18 ans
  - Vainqueur : 1999.

### Clubs
- Championnat du monde des clubs
  - Vainqueur : 2010
- Championnat féminin AVC des clubs
  - Vainqueur : 2013.
- Championnat d'Italie (2)
  - Vainqueur : 2009, 2010
- Coupe d'Italie (1)
  - Vainqueur : 2009
- Supercoupe d'Italie (2)
  - Vainqueur : 2008, 2009
  - Finaliste : 2016.
- Championnat de Turquie
  - Vainqueur : 2011.
- Supercoupe de Turquie
  - Vainqueur: 2010
- Championnat de Chine
  - Vainqueur : 2012.
  - Finaliste : 2013.
- Championnat d'Azerbaïdjan
  - Vainqueur : 2014, 2015.

### Distinctions individuelles
- Coupe du monde de volley-ball féminin 2007: Meilleure marqueuse.
- Ligue des Champions de volley-ball féminin 2007-2008: Meilleure marqueuse.
- Championnat du monde des clubs de volley-ball féminin 2010: Meilleure marqueuse et MVP[5].